# Classificació temporal connexionista
La classificació temporal connexionista (amb acrònim anglès CTC) és un tipus de sortida de la xarxa neuronal i la funció de puntuació associada, per entrenar xarxes neuronals recurrents (RNN) com les xarxes LSTM per abordar problemes de seqüència on el temps és variable. Es pot utilitzar per a tasques com el reconeixement d'escriptura a mà en línia o el reconeixement de fonemes en l'àudio de la parla. CTC es refereix a les sortides i la puntuació, i és independent de l'estructura de la xarxa neuronal subjacent. Es va presentar l'any 2006.
L'entrada és una seqüència d'observacions i les sortides són una seqüència d'etiquetes, que poden incloure sortides en blanc. La dificultat d'entrenar ve perquè hi ha moltes més observacions que etiquetes. Per exemple, a l'àudio de la parla hi pot haver diverses franges de temps que corresponen a un sol fonema. Com que desconeixem l'alineació de la seqüència observada amb les etiquetes objectiu, predim una distribució de probabilitat a cada pas de temps. Una xarxa CTC té una sortida contínua (p.ex. softmax), que s'adapta mitjançant l'entrenament per modelar la probabilitat d'una etiqueta. CTC no intenta aprendre límits i temps: les seqüències d'etiquetes es consideren equivalents si només difereixen en l'alineació, ignorant els espais en blanc. Les seqüències d'etiquetes equivalents es poden produir de moltes maneres, cosa que fa que la puntuació sigui una tasca no trivial, però hi ha un algorisme eficaç cap endavant i cap enrere per a això.
Aleshores, les puntuacions CTC es poden utilitzar amb l'algoritme de retropropagació per actualitzar els pesos de la xarxa neuronal.
Els enfocaments alternatius a una xarxa neuronal equipada amb CTC inclouen un model ocult de Màrkov (HMM).